# Martin Tenk
Martin Tenk, född 8 februari 1972 i Ostrava, är en tjeckisk sportskytt.
Han tävlade i olympiska spelen 1996, 2000, 2004 samt 2008 och blev olympisk bronsmedaljör i pistol vid sommarspelen 2000 i Sydney.